# 阿札潘山猪笼草
阿札盘山猪笼草（学名：Nepenthes alzapan）是菲律宾吕宋岛特有的热带食虫植物。仅在1925年于海拔1800米的亚山地云雾森林中采集到了少量标本。其与贝里猪笼草（N. bellii）之间存在着密切的近缘关系，两者都具有矮小的捕虫笼。
其种加词“alzapan”来源于模式标本产地，马德雷山脉的阿札盘山（Mount Alzapan）。

## 扩展阅读
维基共享资源上的相關多媒體資源：阿札盘山猪笼草
 維基物種上的相關：阿札盘山猪笼草